# Amergin mac Eccit
Amergin mac Eccit lub Amargin Iarngiunnach – legendarny poeta i wojownik na dworze króla Ulaidu Conchobara III mac Nessa, bohater cyklu ulsterskiego. Syn Eccet Salach i Casa, w czwartym stopniu potomka Rudraige’a I Mora („Wielkiego”) mac Sithrige, króla Ulaidu i zwierzchniego króla Irlandii.

## Młodość
Pewnego dnia Athirne, główny poeta Ulaidu, wysłał służącego do Eccet, by zamówił siekierę. Służący był wstrząśnięty, kiedy usłyszał Amergina wygłaszającego wspaniały, tajemniczy wiersz, po czym pobiegł do domu, by zawiadomić o tym swego pana. Athirne postanowił zabić chłopca, by w przyszłości ten nie zajął jego miejsca. Eccet jednak zastąpiła swego syna żywą kopią z gliny. Athirne odbierając nową siekierę, obciął głowę manekina i uciekł, myśląc, że zabił Amergina. Mieszkańcy Ulaidu, dowiadując się o tym, oblegli Athirne’a i zmusili go do zapłaty wynagrodzenia dla Eccet. Następnie Athirne wziął Amergina, jako przybranego syna i nauczył go poetyckich umiejętności. Po pewnym czasie Amergin przejął po nim funkcję głównego poety Ulaidu.

## Małżeństwo
Amergin poślubił Findchoem, córkę druida Cathbada i jego żony imieniem Maga. Żona była także przyrodnią siostrą króla Conchobara III mac Nessa. Amergin miał z nią słynnego syna Conalla Cernacha. Amergin zabił Elléna Trechenda, trójgłowego potwora, który najeżdżał na Irlandię z jaskini Cruachan.

## Wojna
W największej irlandzkiej epopei "Táin Bó Cúailnge" (Uprowadzenie byków z Cooley), Amergin odpierał najazd armii Connachtu przez obsypanie ich gradem pocisków z ogromnych kamieni przez trzy dni i noce. Curoi, bohater munsterski, także wyrzucał kamienie, tak że one uderzały się o siebie w powietrzu, zalewając obszar kawałkami kamieni. Medb błagała ich oboje, by się zatrzymali. Oni doszli do porozumienia. Gdy Curoi wracał do Munsteru, Amergin na nowo zaczął rzucać kamienie. Dowodził, że jego porozumienie było tylko z Curoi. Ostatecznie zgodził się cofnąć, do czasu ostatecznego rozstrzygnięcia w bitwie.